# Spilochroa guttata
Spilochroa guttata är en tvåvingeart som först beskrevs av Macquart 1843.  Spilochroa guttata ingår i släktet Spilochroa och familjen myllflugor. Inga underarter finns listade i Catalogue of Life.